# Islas Dos Hermanos
Las Islas Dos Hermanos son dos formaciones rocosas casi idénticas situadas en la costa norte de la punta Maira-ira, en Pagupud, Ilocos Norte, en el país asiático de Filipinas. Constituye un punto de referencia natural de la playa de la ciudad de Pagudpud. Las islas gemelas son visitadas por los turistas debido a sus aguas cristalinas y su vida marina colorida. Según el antiguo folklore o leyenda local, estas dos islas "eran hermanos que se comprometieron a permanecer juntos hasta su muerte y se transformaron más tarde en estas islas para servir de inspiración a otros".